# Kartographische Nachrichten
Das Fachjournal KN Journal of Cartography and Geographic Information ist das gemeinsame Publikationsorgan der Deutschen Gesellschaft für Kartographie e.V. (DGfK), der Schweizerischen Gesellschaft für Kartografie (SGK) und der Österreichischen Kartographischen Kommission (ÖKK) in der Österreichischen Geographischen Gesellschaft. Es wird von der DGfK herausgegeben und erscheint im Springer Verlag. Die Zeitschrift wurde 1951 gegründet.

## Geschichte
Die 1950 in Bielefeld gegründete Deutsche Gesellschaft für Kartographie e.V. (DGfK), zu deren Gründungsmitgliedern Fritz Hölzel, Theodor Stocks und Eberhard Westermann gehörten, hatte die „Kartographischen Nachrichten“ (KN) 1951 zunächst als Mitteilungsblatt der DGfK ins Leben gerufen. Das Journal entwickelte sich schnell zu einem fachlichen Publikationsorgan der deutschen Kartographie. 1976 haben die DGfK, die ÖKK und die SGK die publizistische Zusammenarbeit vereinbart. Seitdem gilt die Publikation, die zu den weltweit ältesten Fachzeitschriften für Kartografie zählt, als Sprachrohr der deutschsprachigen Kartographie. Sie erschien lange Zeit im Kirschbaum Verlag, Bonn. Seit den 1990er Jahren hat sich die KN zunehmend auch international ausgerichtet. Seit 2012 trägt sie den Untertitel „Journal of Cartography and Geographic Information Science“, zahlreiche Artikel erscheinen in englischer Sprache. Seit 2019 erscheint sie bei Springer International Publishing unter dem Namen „KN – Journal of Cartography and Geographic Information“(KNJC).

## Profil
Die Kartographie in Wissenschaft und Praxis ist das Hauptpublikationsthema der KN. Die Zeitschrift begleitet und reflektiert die informations- und kommunikationstechnische Entwicklung des Fachgebietes, hält aber gleichermaßen Rückschau auf sein historisches Erbe. Sie sieht die Kartografie als einen selbständigen Baustein im Geoinformationswesen (Geoinformation), der den Menschen raumbezogene Informationen über die reale Welt multimedial vermittelt und ihnen eine interaktive Wissensaneignung ermöglicht. Sie stellt die digitale und analoge kartographische Präsentation, die dynamische dreidimensionale Visualisierung von georäumlichen Zuständen und Prozessen und die vielseitige Nutzung kartographischer Medien durch Wirtschaft, Wissenschaft, Verwaltung und Konsumenten als Ausdruck moderner und zukunftsgerichteter Kartographie vor. Dabei werden Erkenntnisse moderner Nachbardisziplinen, wie z. B. Informatik, Kognitionspsychologie und Human-Computer-Interaction zunehmend auf die Kartographie angewandt, was zu erhöhter Interdisziplinarität führt und sich in den Beiträgen der KN widerspiegelt.
Die KN unterwirft alle eingereichten wissenschaftlichen Artikel der anonymen Begutachtung durch ihr Editorial Board, dem namhafte internationale Wissenschaftler angehören. Wesentliche Rubriken der KN sind „Forschungsartikel“, „Fachberichte“, „Ereignisse“, „Persönliches“ und „Rezensionen“. Im Praxis- und Informationsteil werden Pressemitteilungen einschlägiger Unternehmen ausgewertet und neueste Entwicklungen und Produkte vorgestellt.
Die KN richtet sich an Wissenschaftler, Führungskräfte und Praktiker in Kartographie und Geoinformationswesen und erreicht die Mitglieder der drei Gesellschaften sowie weitere internationale Abonnenten.

## Bibliographische Angaben
Die KN hat in den mehr als 70 Jahrgängen ihres Erscheinens Format und Layout mehrfach gewechselt und stets an zeitgemäße Bedarfe angepasst. Seit 2019 basiert die Publikationsform auf einem hybriden Modell, das neben quartalsweisen Printausgaben, nach dem Online-First-Prinzip, eine OpenAccess-Veröffentlichung ermöglicht. Seit 2019 erscheinen ca. 90 Prozent aller wissenschaftlichen Fachartikel als OpenAccess-Publikationen. Die Druckausgabe erscheint vier Mal im Jahr durchgängig mehrfarbig im Format 21 cm × 29,7 cm. ISSN 2524-4957, Springer International Publishing.

## Redaktion
Die KN wird von ehrenamtlich tätigen Schriftleitern im Auftrag der DGfK redigiert. Die Reihe der bisherigen Hauptschriftleiter umfasst Hans-Peter Kosack (1951), Wolfgang Pillewizer (1951–1956), Oskar Stollt (1956–1968), Hans Ferschke (1968–1987), Jürgen Dodt (1988–2000), Uwe Fichtner (2001–2002), Rolf Harbeck (2003–2014), Mark Vetter (2015–2020) und Dennis Edler (seit 2021).

## Quelle
Redaktion von KN – Journal of Cartography and Geographic Information, Januar 2021